# Platja de les Tres Platgetes
La platja de les Tres Platgetes és una platja natural del municipi de Portbou (Alt Empordà) situada al costat nord de la badia de Portbou, entre penya-segats, a uns 200 m al nord de la població. Està orientada al sud-est, protegida de la tramuntana. Té una longitud d'uns 100 m i una amplada de 20 m, de sorra gruixuda de color fosc. S'hi accedeix pel camí de ronda, des de la platja Petita de Portbou. Rep aquest nom perquè està situada en una de les tres petites cales separades per formacions rocoses.